# Lac Laurel
Pour les articles homonymes, voir Laurel.
Le lac Laurel (en anglais : Laurel Lake) est un lac américain dans le comté de Tuolumne, en Californie. Il est situé à 1 979 mètres d'altitude au sein de la Yosemite Wilderness, dans le parc national de Yosemite.